# حمله ۲۰۱۲ بنغازی
در شامگاه ۱۱ سپتامبر ۲۰۱۲، تروریست ها به مجموعهٔ دیپلماتیک آمریکا در بنغازی، لیبی حمله کردند، سفیر آمریکا کریستوفر استیونز و شان اسمیت مسئول مدیریت اطلاعات سرویس خارجی آمریکا را کشتند. استیونز نخستین سفیر آمریکا از سال ۱۹۷۹ بود که حین انجام وظیفه کشته می‌شد.
چند ساعت بعد دو پیمانکار سیا در هدف دیگری کشته شدند. ده نفر دیگر نیز مجروح شدند.
بسیاری از لیبیایی‌ها حملات را محکوم و از سفیر تجلیل کردند. آنها تظاهراتی در محکومیت َشبه‌نظامیانی (که در پی جنگ داخلی لیبی در اعتراض به معمر قذافی رهبر لیبی شکل گرفتند) برگزار کردند.